# Henryk Gruby

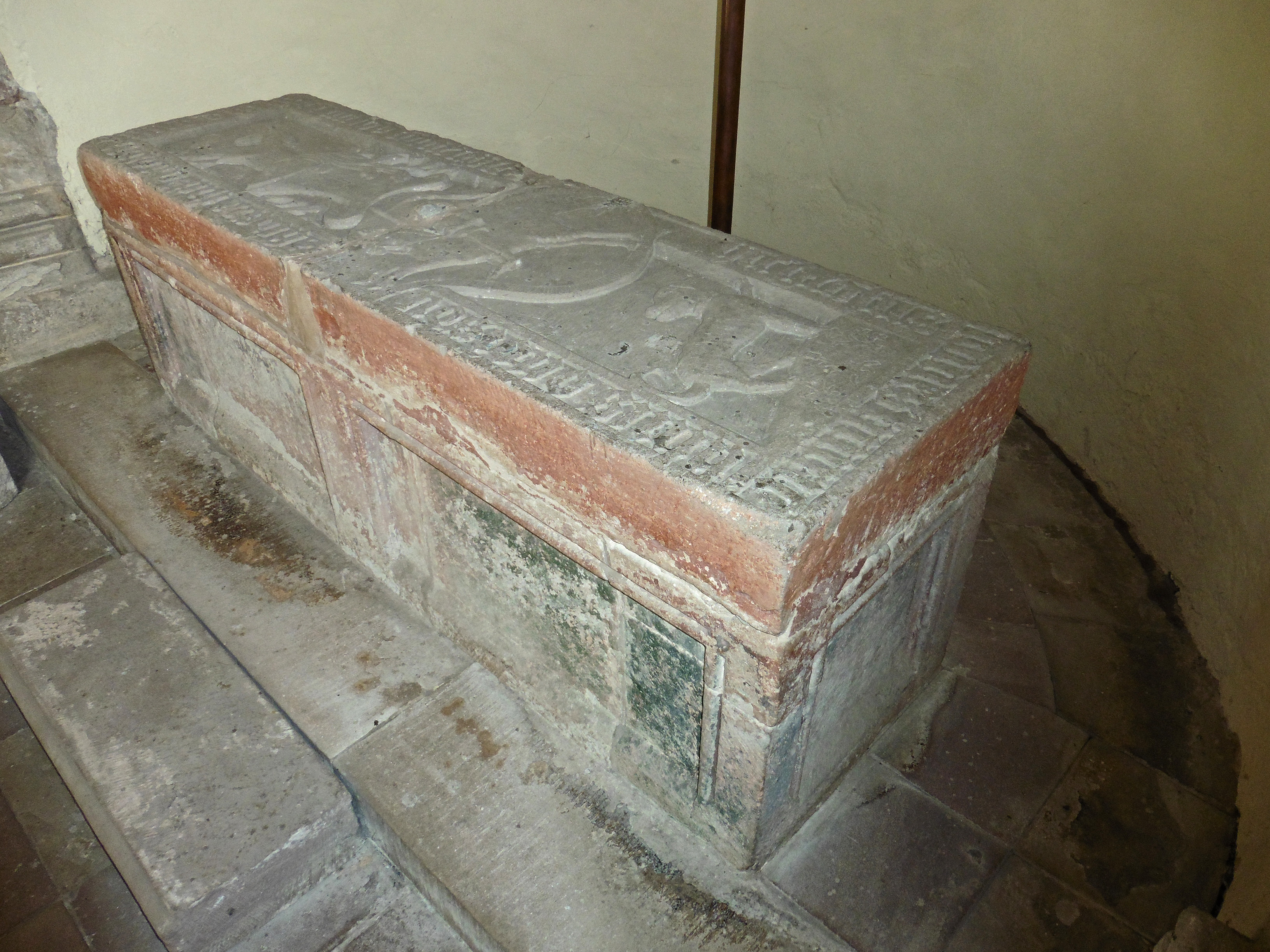
Nagrobek Henryka Grubego w klasztorze Bursfelde

Henryk Gruby (ur. ok. 1055 lub 1060, zm. 1101) – hrabia Rittgau i Eichsfeld od 1083, margrabia Fryzji od 1099.

## Życiorys
Henryk był synem hrabiego Northeimu Ottona II i Rychezy, być może córki księcia Szwabii Ottona II. Odziedziczone po ojcu ziemie uczyniły go jednym z najbardziej wpływowych władców saskich. W 1086 dzięki małżeństwu poszerzył swoje władztwo o ziemie Brunonidów i hrabiów Katlenburga.
W 1077 stanął w wojnie domowej po stronie antykróla Rudolfa z Rheinfelden, a po jego śmierci w bitwie nad Elsterą wsparł kolejnego antykróla Hermana z Salm. W 1086 Henryk i jego bracia zmienili strony, zostając stronnikami cesarza Henryka IV.
W 1090, po śmierci swojego szwagra Ekberta II, Henryk wysunął roszczenia do jego dziedzictwa we Fryzji. Ziemie te były jednak od 1089 pod zarządem biskupa Utrechtu Konrada. Dopiero po śmierci biskupa, w 1099, cesarz przekazał je we władanie Henrykowi.
Niekorzystna polityka gospodarcza Henryka we Fryzji (m.in. odebranie przywilejów miastu Stavoren) doprowadziła do spisku duchownych i mieszczan przeciw niemu. Gdy dostrzegł on zagrożenie, podjął próbę ucieczki łodzią, jednak został zaatakowany na morzu i zabity. Pochowano go 10 kwietnia 1101 w ufundowanym przez niego w 1093 klasztorze Bursfelde.

## Rodzina
W 1086 poślubił Gertrudę, córkę margrabiego Miśni Ekberta I i wdowę po hrabim Katlenburga Dytryku II. Ze związku pochodziło czworo dzieci:
- Otto (1088–1116), hrabia Rittgau i Eichsfeld,
- Rycheza (1089–1141), żona cesarza Lotara III,
- Gertruda (1091–1154), żona palatyna reńskiego Zygfryda I i hrabiego Rheineck Ottona I[2].